# Draghi lingua di fuoco
Draghi lingua di fuoco (nome originale tedesco Feuerdrachen) è un gioco da tavolo per bambini ideato da Carlo Emanuele Lanzavecchia e pubblicato nel 2013 da HABA.

## Ambientazione
Nella valle dei draghi lingua di fuoco, sotto la crosta terrestre, il magma ribolle pericolosamente... L'imponente vulcano Rubino, dopo mille anni, è di nuovo alla vigilia di un'eruzione! 
I cavalieri del drago non vedono l'ora che ciò accada, perché, secondo un’antica leggenda, da Rubino scaturiscono i preziosi rubini del drago. 
Chi dà da mangiare al proprio drago lingua di fuoco, a quanto si dice, lo rende invincibile! Diventate anche voi cavalieri del drago e mettetevi in viaggio per raggiungere Rubino!
Con abilità tattica e fortuna ai dadi dovreste portare le vostre figure attorno al vulcano e tentare di raccogliere i preziosi rubini del drago.
Vince chi, alla fine del gioco, ha nel suo sacchetto il maggior numero di rubini.

## Regole e materiali

### Materiali
- 1 piano di gioco;
- 1 vulcano in latta (composto da una parte superiore e da una inferiore)
- 8 draghi di 4 colori diversi;
- 4 sacchetti;
- 4 navi colorate;
- 2 dadi
- 80 rubini del drago
- 12 pezzi di carbone
- 1 istruzioni di gioco

### Regole di gioco
Scopo del gioco è raccogliere il maggior numero di rubini.
Ogni giocatore riceve due draghi di uno stesso colore e il relativo sacchetto. Collocate un drago per giocatore in ognuna delle due caselle di partenza.
Mettete poi nei vostri sacchetti tre rubini del drago e tre pezzi di carbone ciascuno.
Si gioca a turno in senso orario, nel proprio turno il giocatore lancia i due dadi: se i dadi mostrano due numeri, il giocatore di turno sceglie un dado con cui muoversi con uno dei due draghi, l'altro dado indica il numero di rubini da gettare dentro il vulcano.
Se uno dei due dadi mostra il simbolo del vulcano, si solleva leggermente la parte superiore del vulcano e se è pieno da esso scivolano fuori i rubini che si fermeranno nelle caselle circostanti.
I rubini si conquistano arrivando con il proprio drago con una casella in cui ci sono uno o più rubini; se si arriva su una casella in cui ci sono uno o più draghi avversari, il giocatore può rubare un rubino da un suo avversario pescando dal suo sacchetto.
Il gioco finisce quando finiscono i rubini da mettere nel vulcano

## Premi e riconoscimenti
Il gioco ha vinto lo Deutscher Kinderspiele Preis (Gioco per bambini dell'anno) del 2014 ed è stato tra i titoli raccomandanti del Kinderspiel des Jahres dello stesso anno.